# モンゴル工業技術大学
モンゴル工業技術大学（モンゴルこうぎょうぎじゅつだいがく Mongolian Institute of Engineering and Technology、略称IET）は、モンゴルの首都ウランバートルにある私立大学である。
モンゴルの私立大学では初めて、2012 年にアジア太平洋認定認証委員会(Asia Pacific Accreditation and Certification Commission)により国際的にシルバー認定を受けている。
特に建設分野では、モンゴル国内でセンター・オブ・エクセレンス(COE)に選ばれ、実践的な教育・訓練を主導している。
また、IETを運営するセルゲレン(Sergelen Munkh-Ochir)総長は、日本留学経験がある。

## 歴史
1984年に第5建設専門学校(Construction professional school No.5)を創設し、2012年にモンゴル工業技術大学(IET)へ組織変更した。現在では、土木、建築、機械、電気、食品、バイオ、サービスの7つの工学分野を有する。
ポリテクカレッジ（短大）とモンゴルコーセン技術カレッジ（日本式高専システムをモデル）も併設しており、高大接続と日本のものづくりの実践的教育の導入を推進している。
また、2007年以来、ドイツ国際協力協会GIZ(旧ドイツ技術協力公社GTZ)とも協力関係にあり、建設系・鉱山系の職業訓練プロジェクトなどを実施している。

## 学科構成
- 土木工学
- 建築工学
- 機械工学
- 電気工学
- 食品工学
- バイオ工学
- サービス工学

## 日本の学生交流協定校
- 室蘭工業大学
- 芝浦工業大学
- 千葉工業大学
- 大阪工業大学